# گزر (تل الجزر)

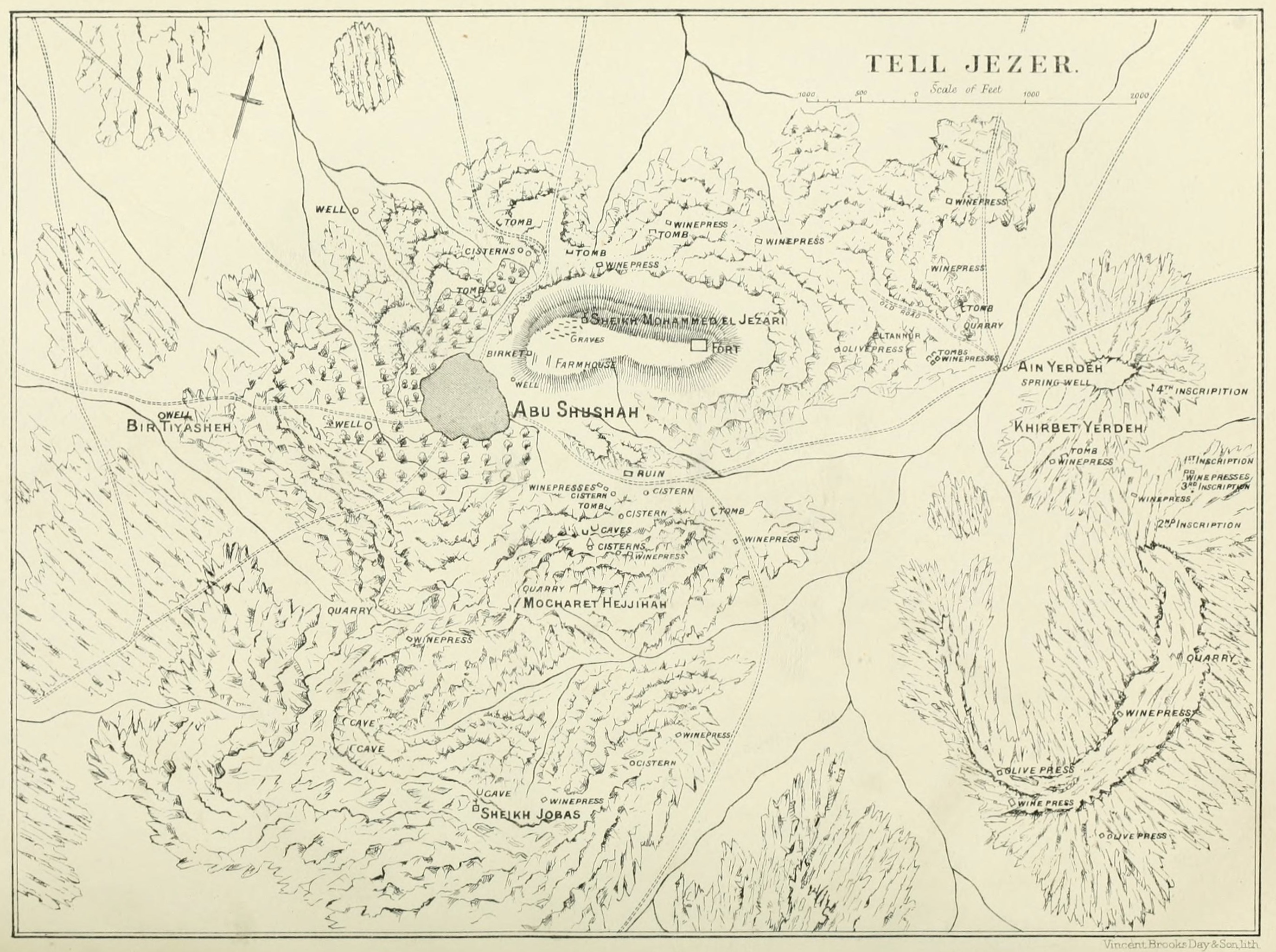
جزر در PEF Survey of Palestine که ابوشوشه را نیز نشان می‌دهد.

گزر یا تل گزر (به عبری: גֶּזֶר‎ و به عربی: تل الجزر Tell Jezar یا Tell el-Jezari) یک محوطه باستان‌شناسی در دامنه‌های کوه‌های یهودا در مرز منطقه شفلا در میانه راه بین اورشلیم و تل آویو است که اکنون به پارک ملی اسرائیل تبدیل شده‌است. این مکان در کتاب مقدس عبری با یوشع و سلیمان مرتبط است.
گزر در نیمه اول هزاره دوم قبل از میلاد به یک دولت شهر کنعانی مستحکم تبدیل شد که بعدها در یک آتش‌سوزی نابود و دوباره ساخته شد. در نامه‌های آمارنا از پادشاهان گزر یاد شده‌است که به فرعون مصر سوگند وفاداری می‌خورند. اهمیت آن تا حدی به دلیل موقعیت استراتژیک آن در تقاطع مسیر تجاری ساحلی باستان، مسیر ارتباطی مصر با سوریه، آناتولی و بین‌النهرین و همین‌طور راه بین اورشلیم و جریکو می‌باشد. در زمان روم و بیزانس، این مکان کم جمعیت بود. در عصر مدرن، ساکنان تل گزر، محل روستای فلسطینی ابو شوشه، در طول جنگ عرب-اسرائیلی ۱۹۴۸ توسط نیروهای اسرائیلی از این محل کوچانده شدند.